# Crécy-la-Chapelle
Crécy-la-Chapelle è un comune francese di 4.253 (nel 2013) abitanti situato nel dipartimento di Senna e Marna nella regione dell'Île-de-France.

## Società

### Evoluzione demografica
Abitanti censiti